# Zámrsky
Zámrsky település Csehországban, Přerovi járásban. Zámrsky Skalička, Kelč, Dolní Těšice, Špičky és Milotice nad Bečvou településekkel határos. Lakosainak száma 232 fő (2024. január 1.).

## Népesség
A település lakosságának változását az alábbi diagram mutatja:
| Lakosok száma | 349  | 343  | 464  | 389  | 239  | 207  | 247  | 252  | 230  | 232  |
|               | 1869 | 1900 | 1921 | 1961 | 1980 | 2011 | 2016 | 2019 | 2021 | 2024 |